# Keta Wakamiya-jinja
Le Keta Wakamiya-jinja (気多若宮神社) est un sanctuaire shinto situé dans la ville de Hida, préfecture de Gifu au Japon. Il est communément appelé Sugimoto-sama (杉本さま).

## Histoire
La construction originale de ce sanctuaire est inconnue, mais il passe pour avoir été construit au cours de l'époque de Heian. Ōkuninushi et Kinomata no kami (木俣神) sont les principaux dieux du sanctuaire mais Amaterasu y est aussi vénérée.

## Recognition
Le Keta Wakamiya-jinja est un des sanctuaires inclus dans le festival Furukawa qui est un des trois principaux festivals nus au Japon et désigné bien culturel immatériel du Japon.